# Universidad de Lengua y Cultura de Beijing

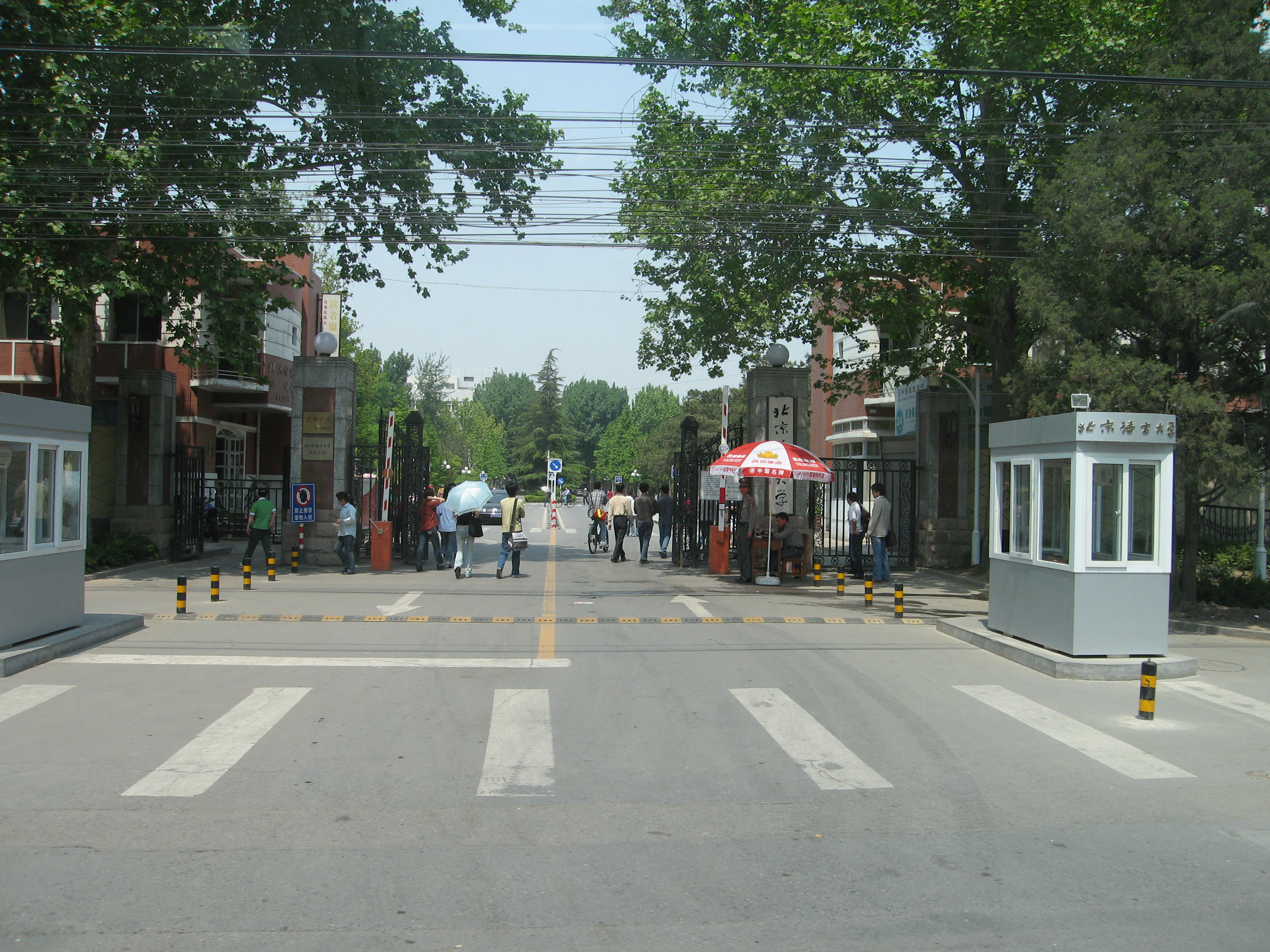
Entrada sur de la ULCP.

La Universidad de Lengua y Cultura de Pekín (ULCP) (mandarín: 北京语言大学; pinyin: Běijīng Yǔyán Dàxué), es una universidad de Pekín, cuyo principal objetivo es enseñar el idioma y cultura china a estudiantes extranjeros, además de enseñar a alumnos chinos otros idiomas y temas relevantes sobre humanidades y ciencias sociales. Aparte de esto la universidad también entrena profesores para la enseñanza de dicho idioma. La ULCP solía ser la única institución de este tipo en China, pero debido al creciente auge de la educación superior que comenzó en los años 90, son muchas otras universidades las que optaron por ofrecer este servicio. 
La ULCP es conocida a veces como «la pequeña Naciones Unidas» debido a la gran cantidad de estudiantes extranjeros que asisten a ella.

## Historia
Fundada en 1962, la Universidad de Idiomas de Pekín es una universidad bajo el control directo del Ministerio de Educación. En junio de 1964, tomó el nombre de «Instituto de Lengua de Pekín». A lo largo del tiempo ha ido adoptando varios nombres: en junio de 1996, fue denominada «Universidad de Lengua y Cultura de Pekín», pero después, en 2002, simplificó su nombre a «Universidad de Lengua de Pekín». 
A lo largo de los 51 años transcurridos desde su fundación, en la ULCP se han formado en el aprendizaje de la lengua china y su cultura más de 120 000 estudiantes procedentes de 176 países y regiones del mundo. La ULCP tiene la historia más larga, la envergadura mayor y los maestros mejor cualificados en la enseñanza del chino como segunda lengua y la enseñanza de la cultura china. Actualmente, trabajan un total de 1287 profesores, de los cuales 740 ejercen su profesión en el campo de la enseñanza e investigación científica y 351 de ellos disponen de títulos académicos superiores.